# Ritorno a casa (film 2001)
Ritorno a casa (Je rentre à la maison) è un film del 2001 diretto da Manoel de Oliveira.

## Trama
Il film è ambientato a Parigi in epoca contemporanea. Gilbert Valence è un grande attore teatrale francese. Dopo la recita di Il re muore di Ionesco apprende che in un incidente stradale sono morti la moglie, la figlia e il genero; unico sopravvissuto è Serge, un bambino di circa otto anni. Qualche tempo dopo si osserva come Valence abbia superato senza gravi traumi il grave lutto: ha accolto in casa il nipote, a cui si sforza di dare serenità e affetto, mantiene tutte le abitudini di prima, continua a recitare con successo in teatro, rifiuta di rifarsi una vita, nonostante sia ancora un uomo vigoroso. Si mantiene rigoroso nella scelta dei suoi impegni professionali: rifiuta di interpretare telefilm volgari intrisi di sesso e sangue e si impegna con successo in teatro con i grandi classici, per esempio è Prospero nella Tempesta di Shakespeare.
Il suo agente gli propone un ruolo in un film di qualità: la sostituzione dell'attore che avrebbe dovuto interpretare il ruolo di Buck Mulligan in un film tratto dall'Ulisse di Joyce le cui riprese devono iniziare fra tre giorni in uno studio di Parigi. Gilbert è titubante sia perché dovrà recitare in inglese, una lingua non sua, sia perché ha pochissimo tempo per impadronirsi della parte. Si lascia tuttavia convincere. La prova generale, poco prima dell'inizio delle riprese, dimostra che Gilbert non conosce ancora bene la propria parte. Subisce poi una rapina, a causa della quale gli vengono sottratti soldi e le amate scarpe acquistate recentemente. Il giorno delle riprese, Gilbert appare innervosito, per i vuoti di memoria, per le interruzioni del regista e probabilmente per il trauma della rapina subita e perché, essendo un attore teatrale, non si sente a proprio agio come attore cinematografico. Improvvisamente Gilbert smette di recitare, afferma di voler tornare a casa per riposare e abbandona il set. A casa il nipotino vede il nonno affranto salire a fatica le scale per richiudersi nella sua stanza.

## Storia

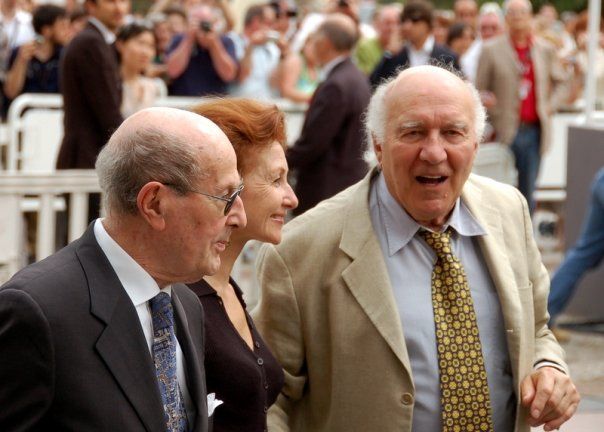
Manoel de Oliveira e Michel Piccoli alla presentazione di Ritorno a casa al festival di Cannes 2001.

Il film fu girato nel 2001 quando il regista Manoel de Oliveira aveva compiuto 93 anni. Alcuni critici ritennero che il film trattasse i problemi della solitudine, della vecchiaia e del ritiro dall'attività lavorativa. Nel commento al film contenuto nel DVD di Ritorno a casa il regista Manoel de Oliveira rivela che, banalmente, lo spunto per il film fu un evento di cui fu testimone: un attore famoso il quale, trovandosi in imbarazzo in un provino, disse che se ne sarebbe tornato a casa a riposare; e la propria casa è in grado, isolandolo dal mondo esterno, di proteggere un individuo, come il ventre materno è in grado di proteggere il nascituro.
Ritorno a casa fu presentato in concorso al 54º Festival di Cannes.. Dal punto di vista tecnico del film furono ammirate soprattutto la recitazione di Piccoli; la tecnica del controcampo, utilizzata dal regista soprattutto nei confronti del protagonista; l'integrazione fra teatro e cinema che risulta, a giudizio del critico Roberto Nepoti de la Repubblica, «un caso unico a nostra memoria di un film in cui teatro e cinema, anziché entrare in contrapposizione o in metafora, risultino perfettamente complementari».

## Riconoscimenti
- 2001 - European Film Awards
  - European Film Awards per il miglior attore
- Mostra Internacional de Cinema de São Paulo
  - Prémio Especial da Crítica
- 2002 - Haifa International Film Festival
  - Golden Anchor Award
- 2002 - Globos de Ouro
  - Melhor Filme